# Stanford Research Park
Lo Stanford Research Park è un parco tecnologico situato a Palo Alto, in California, costruito sui terreni dell'Università di Stanford nel 1951.
I primi inquilini sono stati la Hewlett-Packard, la General Electric e la Lockheed.
Il parco si estende per 2,8 km² (700 acri) in una zona che circonda Page Mill Road, a ovest di El Camino Real. È attualmente gestito dalla Stanford Management Company, che è stata istituita nel 1991 per gestire l'università e finanziarne il patrimonio immobiliare.
Nel parco vi sono 162 edifici in cui lavorano circa 23.000 dipendenti che lavorano per 140 diverse aziende. Il parco ospita ancora la sede principale della Hewlett-Packard e di recente la sede di Facebook. Dagli anni novanta, molti grandi studi legali americani hanno stabilito all'interno o in prossimità del parco le loro filiali nella Silicon Valley, e il loro loghi sono esposti in maniera visibile lungo Page Mill Road.
Frederick Terman, l'ideatore del progetto, è spesso considerato il padre della Silicon Valley.